# Mapas históricos Euratlas
Euratlas es una empresa suiza de software dedicada a elaborar mapas digitales históricos de Europa. Fundada en 2001, Euratlas ha creado una colección de mapas históricos europeos desde el año 1 d. C. hasta el año 2000 d. C. que presentan la evolución de cada país desde el Imperio Romano hasta nuestros días. La evolución incluye estados soberanos y sus subdivisiones administrativas. También pueblos primitivos escasamente organizados y territorios dependientes. Los mapas muestran las fronteras de Europa a intervalos regulares de 100 años, pero no año por año. Esto deja fuera de los mapas muchos hechos históricos importantes.
Euratlas está considerada una compañía de humanidades digitales y un software de investigación usado en el campo de la Cartografía Histórica. Euratlas es muy conocido entre universidades europeas y americanas, que lo usan principalmente como herramienta de investigación y como Atlas digital en sus bibliotecas.

## Los atlas secuenciales
El concepto de atlas secuenciales fue desarrollado por el alemán Christian Kruse (1753-1827). Kruse, sabiendo el sesgo que los relatos históricos pueden tener por razones geográficas, filosóficas y políticas, creó un conjunto de mapas secuenciales para proporcionar una visión global y transparente de evolución política de los estados y naciones. Actualmente, la mayoría de atlas no usan este procedimiento, sino que se basan en hechos históricos de especial interés, como por ejemplo el conocido Penguin Atlas of History. El procedimiento secuencial intenta crear una secuencia neutral de mapas que sea adecuada para estudiantes, historiadores y profesionales de diversos campos de estudio. No obstante, el procedimiento secuencial ha sido discutido, ya que muchos de los eventos históricos más notables no están reflejados en ninguno de los mapas, a consecuencia del intervalo por siglos.

## La base de datos Geo-referenciada
Inicialmente, los mapas de Europa por siglos fueron desarrollados como mapas de vectores. Desde 2006, fueron convertidos al formato GIS (Geographic Information System), posibilitando capacidades de la información geo-referenciada. La información de los mapas está distribuida en diversas capas: Relieve físico (capa de información geográfica); Mapa político (Entidades supranacionales, Estados Soberanos, Divisiones Administrativas, Estados dependientes y Pueblos Autónomos); También hay dos capas especiales para las Ciudades y para Fronteras de trazado incierto. La base de datos del software también contiene información no geográfica, incluyendo una clasificación de las relaciones políticas entre los diferentes territorios catalogados.

## La proyección de los mapas
Los mapas históricos de Euratlas usan una proyección de Mercator, centrada en Europa. Los mapas incluyen la costa del Norte de África y Oriente Medio, ofreciendo una visión completa de la cuenca del Mediterráneo. También se muestra la planicie rusa, no así Escandinavia, especialmente Finlandia, país el cual queda totalmente fuera del visor de mapas.